# Liste der Baudenkmäler in Neukirchen-Vluyn
Die Liste der Baudenkmäler in Neukirchen-Vluyn enthält die denkmalgeschützten Bauwerke auf dem Gebiet der Stadt Neukirchen-Vluyn im Kreis Wesel in Nordrhein-Westfalen (Stand: September 2011). Diese Baudenkmäler sind in der Denkmalliste der Stadt Neukirchen-Vluyn eingetragen; Grundlage für die Aufnahme ist das Denkmalschutzgesetz Nordrhein-Westfalen (DSchG NRW).

## Liste der Baudenkmäler in Neukirchen-Vluyn
| Bild                                               | Bezeichnung                                        | Lage                                              | Beschreibung | Bauzeit               | Eingetragen seit | Denkmal- nummer |
| -------------------------------------------------- | -------------------------------------------------- | ------------------------------------------------- | --- | --------------------- | ---------------- | --------------- |
| BW                                                 | Wohnhaus                                           | Alte Mühle 4 Karte                                | |                       | 26.05.1991       | 58              |
| weitere Bilder                                     | Alte Mühle Dong                                    | Alte Mühle 4a Karte                               | | 1874–1876             | 24.06.1981       | 4               |
| Wohnhaus                                           | Wohnhaus                                           | Alte Rathausstraße 6 Karte                        | | 1925                  | 24.05.1991       | 33              |
| weitere Bilder                                     | Alte Kolonie, Wohnhäuser                           | Ahornweg u. a. Adressen siehe rechts Karte        | zugehörige Adressen Ahornweg 1a Ahornweg 1b Ahornweg 1c Ahornweg 2a Ahornweg 2b Ahornweg 2c Ahornweg 2d Ernst-Moritz-Arndt-Straße 53 Ernst-Moritz-Arndt-Straße 54 Ernst-Moritz-Arndt-Straße 55 Ernst-Moritz-Arndt-Straße 56 Ernst-Moritz-Arndt-Straße 57 Ernst-Moritz-Arndt-Straße 58 Ernst-Moritz-Arndt-Straße 59 Ernst-Moritz-Arndt-Straße 60 Ernst-Moritz-Arndt-Straße 61 Ernst-Moritz-Arndt-Straße 62 Ernst-Moritz-Arndt-Straße 63 Ernst-Moritz-Arndt-Straße 64 Ernst-Moritz-Arndt-Straße 65 Ernst-Moritz-Arndt-Straße 66 Ernst-Moritz-Arndt-Straße 67 Ernst-Moritz-Arndt-Straße 68 Ernst-Moritz-Arndt-Straße 70 Ernst-Moritz-Arndt-Straße 72 Grabenstraße 2a Grabenstraße 2b Grabenstraße 2c Grabenstraße 2d Grabenstraße 4a Grabenstraße 4b Grabenstraße 4c Grabenstraße 4d Grabenstraße 4e Grabenstraße 4f Grabenstraße 6a Grabenstraße 6b Grabenstraße 6c Grabenstraße 6d Grabenstraße 8a Grabenstraße 8b Grabenstraße 8c Grabenstraße 8d Grabenstraße 10a Grabenstraße 10b Grabenstraße 12a Grabenstraße 12b Kurze Straße 2a Kurze Straße 2b Laukenstraße 2a Laukenstraße 2b Laukenstraße 2c Siebertstraße 1a Siebertstraße 1b Siebertstraße 3a Siebertstraße 3b Siebertstraße 5a Siebertstraße 5b Siebertstraße 7a Siebertstraße 7b Siebertstraße 9a Siebertstraße 9b Siebertstraße 11a Siebertstraße 11b Siebertstraße 13a Siebertstraße 13b Siebertstraße 15a Siebertstraße 15b Siebertstraße 17a Siebertstraße 17b Siebertstraße 17c Weddigenallee 1a Weddigenallee 1b Weddigenallee 2 Weddigenallee 4 Weddigenplatz 1a Weddigenplatz 1b Weddigenplatz 1c Weddigenplatz 1d Weddigenplatz 1e Weddigenplatz 1f Weddigenplatz 2a Weddigenplatz 2b Weddigenplatz 2c Weddigenplatz 2d Weddigenplatz 2e Weddigenplatz 2f Weddigenplatz 3a Weddigenplatz 3b Weddigenplatz 3c Weddigenplatz 3d Weddigenstraße 1a Weddigenstraße 1b Weddigenstraße 2a Weddigenstraße 2b Weddigenstraße 3a Weddigenstraße 3b Weddigenstraße 3c Weddigenstraße 3d Weddigenstraße 4a Weddigenstraße 4b Weddigenstraße 5a Weddigenstraße 5b Weddigenstraße 5c Weddigenstraße 5d Weddigenstraße 6a Weddigenstraße 6b Weddigenstraße 6c Weddigenstraße 6d Weddigenstraße 7a Weddigenstraße 7b Weddigenstraße 7c Weddigenstraße 7d Weddigenstraße 8a Weddigenstraße 8b Weddigenstraße 8c Weddigenstraße 8d Weddigenstraße 9a Weddigenstraße 9b Weddigenstraße 9c Weddigenstraße 9d Weddigenstraße 10a Weddigenstraße 10b Weddigenstraße 10c Weddigenstraße 10d Weddigenstraße 11a Weddigenstraße 11b Weddigenstraße 11c Weddigenstraße 11d Weddigenstraße 12a Weddigenstraße 12b Weddigenstraße 12c Weddigenstraße 12d Weddigenstraße 13a Weddigenstraße 13b Weddigenstraße 13c Weddigenstraße 13d Weddigenstraße 14a Weddigenstraße 14b Weddigenstraße 15a Weddigenstraße 15b Weddigenstraße 16a Weddigenstraße 16b Weddigenstraße 18a Weddigenstraße 18b | 1917–1925             | 30.07.1987       | 73              |
| BW                                                 | Kamannshof                                         | Am Hartschenfeld 5 Karte                          | | um 1803               | 29.09.1987       | 23              |
| BW                                                 | Hofanlage                                          | Am Honigshuck 34 Karte                            | | 19. Jh., 1906         | 10.12.1991       | 67              |
| weitere Bilder                                     | Altenheim                                          | Am Klotzfeld 1 Karte                              | | 1883                  | 06.11.1984       | 12              |
| weitere Bilder                                     | Wohnhaus                                           | Am Klotzfeld 2 Karte                              | | um 1900               | 17.01.1990       | 27              |
| Mühlenturm                                         | Mühlenturm                                         | An der Neuen Mühle 3 Karte                        | | 1838                  | 24.05.1991       | 59              |
| Averdunkshof                                       | Averdunkshof                                       | Averdunksweg 28 Karte                             | |                       | 24.05.1991       | 65              |
| BW                                                 | Wohnhaus                                           | Averdunksweg 34 Karte                             | | 1900                  | 01.10.1991       | 35              |
| weitere Bilder                                     | Neue Kolonie, Wohnhäuser                           | Bendschenweg u. a. Adressen siehe rechts Karte    | zugehörige Adressen Bendschenweg 11 Bendschenweg 13 Bendschenweg 15 Bendschenweg 17 Bendschenweg 19 Bendschenweg 21 Bendschenweg 23 Bendschenweg 25 Bendschenweg 27 Etzoldplatz 1 Etzoldplatz 2 Etzoldplatz 3 Etzoldplatz 4 Etzoldplatz 5 Etzoldplatz 6 Etzoldplatz 7 Etzoldplatz 8 Etzoldplatz 9 Etzoldplatz 10 Fürmannsheck 1 Fürmannsheck 3 Fürmannsheck 5 Fürmannsheck 7 Fürmannsheck 9 Fürmannsheck 11 Fürmannsheck 13 Fürmannsheck 15 Fürmannsheck 17 Fürmannsheck 19 Fürmannsheck 21 Fürmannsheck 23 Fürmannsheck 25 Fürmannstraße 1 Fürmannstraße 2 Fürmannstraße 3 Fürmannstraße 4 Fürmannstraße 5 Fürmannstraße 6 Fürmannstraße 7 Fürmannstraße 8 Fürmannstraße 9 Fürmannstraße 11 Fürmannstraße 13 Fürmannstraße 15 Fürmannstraße 17 Fürmannstraße 19 Holtmannstraße 1 Holtmannstraße 2 Holtmannstraße 3 Holtmannstraße 4 Holtmannstraße 5 Holtmannstraße 7 | 1926–1930             | 30.07.1987       | 19              |
| Bergwerk Niederberg: Fördergerüst Schacht 2        | Bergwerk Niederberg: Fördergerüst Schacht 2        | Bendschenweg Karte                                | | 1923                  | 07.03.2003       | 81              |
| Bergwerk Niederberg: Fördermaschinenhaus Schacht 2 | Bergwerk Niederberg: Fördermaschinenhaus Schacht 2 | Bendschenweg Karte                                | | 1923                  | 07.03.2003       | 82              |
| Bergwerk Niederberg: Fördermaschinenhaus Schacht 1 | Bergwerk Niederberg: Fördermaschinenhaus Schacht 1 | Bendschenweg Karte                                | | 1917, 1938            | 07.03.2003       | 83              |
| Bergwerk Niederberg: Zentralmaschinenhaus          | Bergwerk Niederberg: Zentralmaschinenhaus          | Bendschenweg Karte                                | | 1917                  | 07.03.2003       | 84              |
| Bergwerk Niederberg: Torhaus                       | Bergwerk Niederberg: Torhaus                       | Bendschenweg Karte                                | nördliches Torhaus | 1919–1920             | 07.03.2003       | 85              |
| Bergwerk Niederberg: Torhaus                       | Bergwerk Niederberg: Torhaus                       | Bendschenweg Karte                                | südliches Torhaus | 1919–1920             | 07.03.2003       | 86              |
| BW                                                 | Hofanlage                                          | Bergschenweg 101 Karte                            | |                       | 27.12.1984       | 13              |
| BW                                                 | Herkenhof: Wohnstallhaus                           | Bergschenweg 105 Karte                            | | 18. Jh.               | 06.02.1996       | 70              |
| Mühle Rayener Berg                                 | Mühle Rayener Berg                                 | Bergweg 5 Karte                                   | | 18. Jh.               | 23.10.1981       | 3               |
| BW                                                 | Hofanlage, Scheune                                 | Bergweg 16 Karte                                  | | 1. Hälfte des 19. Jh. | 14.04.1992       | 60              |
| weitere Bilder                                     | Schloss Bloemersheim                               | Bloemersheim 1, 2 Karte                           | | 16. Jh.               | 16.09.1981       | 1               |
| Schulgebäude                                       | Schulgebäude                                       | Diesterwegstraße 1a Karte                         | ehemalige Diesterwegschule | 1928                  | 23.05.1991       | 13              |
| weitere Bilder                                     | Neue Kolonie, Wohnhäuser                           | Etzoldstraße 1–12 Adressen siehe rechts Karte     | zugehörige Adressen Etzoldstraße 1 Etzoldstraße 2 Etzoldstraße 3 Etzoldstraße 4 Etzoldstraße 5 Etzoldstraße 6 Etzoldstraße 7 Etzoldstraße 8 Etzoldstraße 9 Etzoldstraße 10 Etzoldstraße 12 | 1926–1930             | 30.07.1987       | 21              |
| BW                                                 | ehemalige Rayener Schule                           | Eyller Straße 42 Karte                            | | 1920                  | 30.05.1991       | 37              |
| Wohnhaus                                           | Wohnhaus                                           | Feldstraße 17 Karte                               | |                       | 12.12.1985       | 17              |
| Wohnhaus                                           | Wohnhaus                                           | Feldstraße 18 Karte                               | |                       | 05.11.1985       | 15              |
| Wohnhaus                                           | Wohnhaus                                           | Feldstraße 20 Karte                               | |                       | 24.10.1985       | 14              |
| Wohnhaus                                           | Wohnhaus                                           | Feldstraße 21 Karte                               | |                       | 12.12.1985       | 18              |
| Wohnhaus                                           | Wohnhaus                                           | Feldstraße 24 Karte                               | |                       | 06.11.1985       | 16              |
| Waisenhaussaal                                     | Waisenhaussaal                                     | Gartenstraße 13 Karte                             | | 19. Jh., 1925         | 03.06.1991       | 36              |
| BW                                                 | Grenzstein                                         | Geilingsweg 55 Karte                              | | 1726                  | 15.09.1994       | 76              |
| BW                                                 | Grenzstein                                         | Geilingsweg 81 Karte                              | | 1726                  | 15.09.1994       | 77              |
| Grenzstein                                         | Grenzstein                                         | Geilingsweg 151 Karte                             | | 1726                  | 19.09.1994       | 78              |
| BW                                                 | Geilingshof: Scheune                               | Geilingsweg 151 Karte                             | | 1788                  | 27.08.1991       | 63              |
| BW                                                 | Ondereickshof                                      | Geldernsche Straße 168 Karte                      | | 18. und 19. Jh.       | 19.03.1984       | 8               |
| BW                                                 | Johanniskirche                                     | Geldernsche Straße 331 Karte                      | | 1894, 1928            | 06.07.1981       | 2               |
| BW                                                 | ehemalige Rayener Berg-Schule                      | Geldernsche Straße 343 Karte                      | | 1. Hälfte des 19. Jh. | 08.06.1991       | 55              |
| weitere Bilder                                     | Alte Kolonie, Wohnhäuser                           | Grabenstraße u. a. Adressen siehe rechts Karte    | zugehörige Adressen Grabenstraße 1a Grabenstraße 1b Grabenstraße 1c Grabenstraße 3a Grabenstraße 3b Grabenstraße 5a Grabenstraße 5b Grabenstraße 7a Grabenstraße 7b Grabenstraße 9a Grabenstraße 9b Grabenstraße 11a Grabenstraße 11b Grabenstraße 13a Grabenstraße 13b Grabenstraße 15a Grabenstraße 15b Grabenstraße 15c Grabenstraße 17a Grabenstraße 17b Grabenstraße 19a Grabenstraße 19b Grabenstraße 21a Grabenstraße 21b Grabenstraße 23a Grabenstraße 23b Kurze Straße 1a Kurze Straße 1b Kurze Straße 3a Kurze Straße 3b Laukenstraße 1a Laukenstraße 1b | 1917–1925             | 27.08.1993       | 74              |
| BW                                                 | Heckrathshof                                       | Heckrathstraße 53 Karte                           | | 1905                  | 24.05.1991       | 66              |
| weitere Bilder                                     | Diakonissen-Mutterhaus                             | Herkweg 8 Karte                                   | | 1889                  | 13.09.1984       | 10              |
| weitere Bilder                                     | Plattenkolonie, Wohnhäuser                         | Hindenburgplatz u. a. Adressen siehe rechts Karte | zugehörige Adressen Hindenburgplatz 1a Hindenburgplatz 1b Laukenstraße 3a Laukenstraße 3b Laukenstraße 3c Laukenstraße 5a Laukenstraße 5b Laukenstraße 7a Laukenstraße 7b Laukenstraße 9a Laukenstraße 9b Laukenstraße 9c Waldstraße 2a Waldstraße 2b Waldstraße 4a Waldstraße 4b Waldstraße 8a Waldstraße 8b Waldstraße 10a Waldstraße 10b Waldstraße 14a Waldstraße 14b | 1918                  | 10.02.1999       | 47              |
| BW                                                 | Wohnhaus                                           | Hochkamerstraße 46 Karte                          | | Anfang 18. Jh.        | 23.07.1987       | 22              |
| BW                                                 | An Toms Hof                                        | Hochkamerstraße 115 Karte                         | |                       | 08.06.1991       | 51              |
| weitere Bilder                                     | Evangelische Dorfkirche                            | Hochstraße 13 Karte                               | | 1230, 1605            | 05.05.1988       | 24              |
| weitere Bilder                                     | Altes Pastorat                                     | Hochstraße 15 i, k Karte                          | | 19. Jh.               | 28.02.1991       | 29              |
| BW                                                 | Neue Kolonie, Wohnhaus                             | Holtmannstraße 6, 8 Karte                         | | 1926–1930             | 19.11.1987       | 20              |
| BW                                                 | Grenzstein                                         | Kapellener Straße Karte                           | | 1726                  | 15.09.1994       | 80              |
| weitere Bilder                                     | Evangelische Dorfkirche                            | Kirchplatz / Schulplatz Karte                     | | 15. Jh., 1715         | 08.06.1990       | 28              |
| Kriegerdenkmal                                     | Kriegerdenkmal                                     | Kirchplatz Karte                                  | | 1929                  | 25.05.1991       | 71              |
| Kriegerdenkmal                                     | Kriegerdenkmal                                     | Kirchplatz Karte                                  | dreiteilig | um 1927               | 25.05.1991       | 72              |
| BW                                                 | Grenzstein                                         | Krefelder Straße Karte                            | | 1726                  | 15.09.1994       | 79              |
| weitere Bilder                                     | dreiteilige Dampfmühle, Lagerhaus                  | Krefelder Straße 9 Karte                          | | 1872, 1910            | 31.01.1990       | 25              |
| Bahnhof Neukirchen                                 | Bahnhof Neukirchen                                 | Krefelder Straße 11 Karte                         | | 1909                  | 18.12.1989       | 26              |
| BW                                                 | Tenwinkelhof                                       | Krefelder Straße 216 Karte                        | | 1905                  | 30.09.1991       | 61              |
| BW                                                 | Villa                                              | Krefelder Straße 436 Karte                        | | 1900                  | 27.05.1991       | 56              |
| Wohnhaus                                           | Wohnhaus                                           | Lindenstraße 20 Karte                             | | 1904–1907             | 03.06.1991       | 38              |
| weitere Bilder                                     | Kriegerehrenmal                                    | Mozartstraße Andreas-Bräm-Straße Karte            | | 1927                  | 23.05.1991       | 39              |
| weitere Bilder                                     | Bahnhof Dickscheheide                              | Niederrheinallee 198 Karte                        | | 1909                  | 24.05.1991       | 31              |
| weitere Bilder                                     | Wohnhaus                                           | Niederrheinallee 251 Karte                        | | Ende 19. Jh.          | 24.05.1991       | 45              |
| weitere Bilder                                     | Katstelle                                          | Niederrheinallee 292 Karte                        | | 18. Jh.               | 26.05.1991       | 52              |
| weitere Bilder                                     | Springenvilla                                      | Niederrheinallee 305 Karte                        | | 1888                  | 07.02.1984       | 7               |
| weitere Bilder                                     | ehemaliges Postamt Vluyn                           | Niederrheinallee 320 Karte                        | | 1908                  | 09.09.1991       | 49              |
| weitere Bilder                                     | Wohnhaus                                           | Niederrheinallee 331 Karte                        | traditionelle Gaststätte „Kellerkamer“ | 18. Jh.               | 14.08.1984       | 9               |
| weitere Bilder                                     | Manufakturgebäude                                  | Niederrheinallee 337 Karte                        | | 1822                  | 24.05.1991       | 42              |
| BW                                                 | Beskeshof                                          | Niederrheinallee 381 Karte                        | | 1772                  | 08.06.1991       | 53              |
| BW                                                 | Villa Schweitzer, Wohnhaus                         | Niederrheinallee 394 Karte                        | | 1924                  | 15.10.1991       | 41              |
| BW                                                 | Wegmannshof                                        | Nieper Straße 164 Karte                           | | 1908                  | 06.11.1997       | 62              |
| BW                                                 | ehemalige Schmiede                                 | Paschenweg 52 Karte                               | | 18. Jh.               | 28.05.1991       | 69              |
| weitere Bilder                                     | Altes Pastorat                                     | Pastoratstraße 18 Karte                           | | 1780                  | 24.06.1982       | 5               |
| weitere Bilder                                     | Gemeindesaal                                       | Pastoratstraße 23 Karte                           | | 19. Jh.               | 24.05.1991       | 40              |
| weitere Bilder                                     | Wohnhaus                                           | Rayener Straße 48 Karte                           | | Anfang 20. Jh.        | 24.05.1991       | 44              |
| BW                                                 | Schöttenhof                                        | Rayener Straße 72 Karte                           | | 17. und 19. Jh.       | 24.06.1982       | 6               |
| weitere Bilder                                     | Wohn- und Geschäftshaus                            | Schulplatz 12 Karte                               | | 1899                  | 17.12.1991       | 48              |
| BW                                                 | Tavenrathshof                                      | Seiltgenweg 5 Karte                               | | 18. Jh., 1900         | 13.01.1992       | 68              |
| weitere Bilder                                     | Bahnhof Vluyn                                      | Vluyner Südring 94 Karte                          | | 1909                  | 24.05.1991       | 32              |
| weitere Bilder                                     | Plattenkolonie, Wohnhäuser                         | Waldstraße 6, 12 Adressen siehe rechts Karte      | zugehörige Adressen Waldstraße 6a Waldstraße 6b Waldstraße 6c Waldstraße 6d Waldstraße 12a Waldstraße 12b | 1918                  | 10.02.1999       | 46              |